# Ettore Giannuzzi
Ettore Giannuzzi (Spongano, 28 dicembre 1891 – ...) è stato un generale italiano, veterano della prima guerra mondiale, al termine della quale risultava decorato con una medaglia d'argento e una di bronzo al valor militare. Partecipò alla guerra d'Etiopia come Capo di stato maggiore del I Corpo d'armata, e venendo decorato con una croce di guerra al valor militare. Durante il corso della seconda guerra mondiale fu comandante interinale della 12ª Divisione fanteria "Sassari" durante il corso della battaglia della Neretva, operando con essa anche durante in giorni seguenti alla proclamazione dell'armistizio dell'8 settembre 1943, in occasione della mancata difesa di Roma. Decorato con la croce di cavaliere dell'Ordine militare di Savoia.

## Biografia
Nacque a Spongano, in provincia di Lecce, il 28 dicembre 1891. Arruolatosi nel Regio Esercito, tra il 1910 e il 1911 iniziò a frequentare la Regia Accademia Militare di Fanteria e Cavalleria di Modena, da cui uscì con il grado di sottotenente, assegnato all'arma di fanteria il 17 settembre 1911. Partecipo alla prima guerra mondiale con grandi riconoscimenti al valore. Fu capitano comandante del III Battaglione del 254º Reggimento fanteria della Brigata Porto Maurizio (31 ottobre 1917-22 marzo 1918), e promosso maggiore nel corso del 1918, fu comandante del III Battaglione del 30º Reggimento fanteria della Brigata Pisa (14 settembre-4 novembre 1918). Al termine del conflitto risultava decorato con una Medaglia d'argento e una di bronzo al valor militare.
Dal 20 novembre 1921 fu assegnato al Centro di educazione fisica a Salerno, quale capo centro divisionale, partecipando nel 1927 ai corsi della Scuola di guerra dell'esercito.
Promosso colonnello, dopo un lungo periodo trascorso presso il Regio corpo truppe coloniali in Eritrea, dove durante la guerra d'Etiopia fu Capo di stato maggiore del I Corpo d'armata. Rientrato in Patria decorato di una Croce di guerra al valor militare, comandò l'84º Reggimento fanteria "Venezia" a Firenze nel 1937 e nel 1938 il 10º Reggimento fanteria "Regina" di stanza a Rodi, incarico che mantenne sino al 9 marzo 1940, quando fu sostituito dal colonnello Amilcare Farina, per passare al comando superiore F.F. A.A. dell'Egeo, sempre a Rodi.
A partire dal 31 ottobre 1941, in piena seconda guerra mondiale, ricoprì l'incarico di Capo di stato maggiore del XV Corpo d'armata a Genova.
Il 1 gennaio 1942 fu promosso generale di brigata e, dal 1º marzo dello stesso anno venne trasferito al comando delle fanterie della 12ª Divisione fanteria "Sassari", che comandò anche interinalmente per poco dal 4 febbraio 1943, per il trasferimento del titolare, il generale Paolo Berardi, ad altro scacchiere operativo.
Prese parte alla battaglia della Neretva e fu poi a disposizione del XVIII Corpo d'armata in Croazia e dal 10 aprile 1943 al VI Corpo d'armata per poi passare ancora alla "Sassari"  in qualità di comandante della fanteria, quando la Grande Unità si trovava schierata nei dintorni di Roma. Il 6 giugno 1943 fu insignito della Croce di Cavaliere dell'Ordine militare di Savoia.

### Fonti
1. ↑  Generals.
2. ↑  Pettibone 2010, p. 110.
3. ↑   Regio Esercito - 84� Rgt. Venezia, su regioesercito.it. URL consultato il 13 dicembre 2018.
4. 1 2 3  Pettibone 2010, p. 108.
5. ↑   I Comandanti - Esercito Italiano, su esercito.difesa.it. URL consultato il 13 dicembre 2018.
6. ↑  Ramet,  Listhaug 2011, p. 185.
7. 1 2  Sito web del Quirinale: dettaglio decorato.